# Jesuit Forum for Social Faith and Justice
 (février 2020).
Le Forum jésuite pour la Foi et la Justice Sociale (en anglais, Jesuit Forum for Social Faith and Justice), est une organisation située à Toronto (Ontario, Canada). Son but est d'organiser des rencontres pour discuter et éventuellement s'engager dans des activités qui promeuvent une plus grande justice sociale. Le forum a été fondé par des Jésuites en 1979. Il se situe au Loretto College, qui fait partie de l'Université de St. Michael's College. 

## Histoire
Le forum est créé en 1979 par Michael Czerny et Jim Webb, deux jésuites canadiens, afin de créer des groupes d'échanges sur les thématiques d'éducation et de justice sociales[pas clair]. Divisé en quatre thèmes, les participants échangent sur des questions liées à l'Amérique latine, au Service jésuite des réfugiés, à l'écologie et à l'Ignatius Jesuit Center au Canada. 
En 1988, Jamie Swift et Michael Czerny publient Getting Started on Social Analysis in Canada. 
Le forum lance The Moment Project en 1986. Rassemblant plus d'une centaine de militants communautaires[pas clair] venant de tout le Canada, il s'est régulièrement réuni pour discuter de sujets sur l'éducation et la justice sociale[pas clair].  
En 1989, le forum[Qui ?] publie Naming the Moment: Political Analysis for Action; a Manual for Community Groups. 
L'organisation est contrainte en 1996 de réduire ses activités par manque de financement. Les thématiques conservées sont le Service jésuite des réfugiés, les projets écologiques de l'Ignatius Jesuit Center et l'enseignement social catholique.  
En 1997, le Centre pour la justice sociale succède au Forum jésuite pour la Foi et la Justice Sociale,. En 2001, l'organisation est revenue sous le nouveau nom de Forum jésuite pour la foi et la justice sociale. 